# Puente de San Bernardo (Sevilla)
El puente de San Bernardo de Sevilla –también conocido como puente de los bomberos– se encuentra situado en el barrio de San Bernardo, en la calle Demetrio de los Ríos, sobre una de las antiguas vías de salida de la Sevilla intramuros cruzando la Puerta de la Carne.

## Historia
Este puente se construyó según un proyecto creado en el año 1924 conjuntamente por el arquitecto sevillano Juan Talavera y Heredia y el ingeniero José Luis de Casso Romero.
Constituye el único ejemplar existente de los tres puentes que se construyeron en la Sevilla de la época para salvar las vías del ferrocarril, que por entonces dividían en dos partes la ciudad a causa de su trazado, ya que, al contrario de los citados puentes de la Enramadilla y de la Calzada, éste presentaba interés arquitectónico.
Su constitución fue remodelada en el año 1992, cuando fue sustituido todo su sistema estructural por una serie de vigas pretensadas de gran peralte, manteniéndose en todo caso sus elementos más singulares como son las garitas, los pretiles y las escaleras laterales.

## Puente
El puente está construido a base de una estructura de hormigón armado, un material entonces novedoso, con enormes posibilidades y muy resistente, que pudo ser aplicado para la ocasión gracias a los conocimientos que de él poseía el citado ingeniero. 
Uno de los aspectos que más destacan de él a primera vista es su condición de ser un elemento muy urbano, muy  bien integrado en su entorno; lo que se consigue gracias a la aplicación de un trabajo detallado y bien realizado en el uso del ladrillo tallado, así como en el diseño de los vistosos elementos singulares que dispone a lo largo de todo su recorrido. 
Entre estos elementos singulares es preciso destacar las airosas garitas superiores que conectan las escaleras de acceso con las aceras peatonales del puente, los elementos piramidales prefabricados de coronación con que se rematan los pretiles, las farolas de forja que se alinean a lo largo de su trazado, y las propias escaleras que a ambos lados del puente se tienden para su acceso desde el barrio de San Bernardo y su zona comercial  situado próximo a él.
Con un fuerte sabor neobarroco en su decoración, la imagen estética de este puente es hoy uno de los elementos más consolidados del barrio, así como un buen ejemplo de solución de un clásico tema urbano mediante la colaboración entre disciplinas a veces tan distantes como son la arquitectura y la ingeniería.